# 韋以誠
韋以誠（1538年—？），字立夫，直隸保定府定興縣人，民籍，明朝政治人物。

## 生平
嘉靖四十三年（1564年）甲子科順天府鄉試第十四名舉人。隆慶二年（1568年）中式戊辰科會試第一百九十一名，三甲第五十三名進士。初授山東歷城縣知縣，調河南巩县知县，累升户部郎中，萬曆十一年（1583年）闰二月升河南副使，三月调任山西冀北道副使，七月改阳和兵备道。

## 家族
曾祖韋福，倉大使；祖父韋思古；父韋儒，母藺氏；繼母王氏。永感下。兄以論、以詔。